# Élections sénatoriales de 2014 dans la Haute-Vienne
Les élections sénatoriales de 2014 dans la Haute-Vienne ont lieu le dimanche 28 septembre.

## Contexte départemental
Le département de la Haute-Vienne fait partie des départements appartenant, avant la réforme de l'élection des sénateurs, à la série C dont les sénateurs ont été renouvelés pour la dernière fois en 2004. La moitié de cette série a été intégrée à la nouvelle série 1 renouvelée en 2011, l'autre moitié, dont la Haute-Vienne, rejoint la Série 2 renouvelable en 2014. Les sénateurs sortants ont donc effectué un mandat de 9 ans, prolongé d'un an par le décalage des élections municipales et sénatoriales de 2007. 
Lors des élections sénatoriales du 26 septembre 2004 dans la Haute-Vienne, deux sénateurs ont été élus au scrutin majoritaire : Jean-Pierre Demerliat et Jean-Claude Peyronnet, tous deux membres du PS. Le second a annoncé son intention de ne pas briguer un nouveau mandat, et dans un courrier sans détour adressé aux militants socialistes du département, il a dressé un bilan sans concession du mandat de son collègue qui lui souhaitait briguer un nouveau mandat. Les militants PS choisissent finalement d'investir deux nouveaux candidats pour cette élection. 
Depuis 2004, le collège électoral, constitué des grands électeurs que sont les sénateurs sortants, les députés, les conseillers régionaux, les conseillers généraux et les délégués des conseils municipaux, a été entièrement renouvelé. 
Le corps électoral appelé à élire les nouveaux sénateurs résulte des élections législatives de 2012 qui ont vu le PS conserver toutes les circonscriptions du département, les élections régionales de 2010 qui ont conforté la majorité de gauche au conseil régional du Limousin, les élections cantonales de 2008 et de 2011 à l'issue desquelles la gauche conserve une majorité écrasante au sein de l'assemblée départementale, et surtout les élections municipales de 2014 qui ont vu un net recul de la gauche qui, avec Limoges, perd un de ses bastions historiques mais reste par ailleurs très solidement ancré dans le département .

## Sénateurs sortants
| Sénateur | Sénateur              | Parti | Fonctions lors de l'élection en 2004                                         |
| -------- | --------------------- | ----- | ---------------------------------------------------------------------------- |
|          | Jean-Pierre Demerliat | PS    | Sénateur sortant, maire de Saint-Martin-le-Vieux                             |
|          | Jean-Claude Peyronnet | PS    | Sénateur sortant, conseiller général, président de la CC des monts de Châlus |

## Collège électoral
En application des règles applicables pour les élections sénatoriales françaises, le collège électoral appelé à élire les sénateurs de la Vienne en 2014 se compose de la manière suivante :
| Délégués des communes                                                                         |                        |                       |                       |          |                     |
|                                                                                               | Conseillers municipaux | Délégués / commune    | Communes concernées   | Délégués | % collège électoral |
| Délégués des communes de moins de 9 000 habitants                                             |                        |                       |                       |          |                     |
| - communes de < 100 habitants                                                                 | 7                      | 1                     | 2                     | 2        | 0,20%               |
| - communes de < 500 habitants                                                                 | 11                     | 1                     | 72                    | 72       | 7,28%               |
| - communes de < 1 500 habitants                                                               | 15                     | 3                     | 80                    | 240      | 24,27%              |
| - communes de < 2 500 habitants                                                               | 19                     | 5                     | 24                    | 120      | 12,13%              |
| - communes de < 3 500 habitants                                                               | 23                     | 7                     | 4                     | 28       | 2,83%               |
| - communes de < 5 000 habitants                                                               | 27                     | 15                    | 6                     | 90       | 9,10%               |
| - communes de < 9 000 habitants                                                               | 29                     | 15                    | 7                     | 105      | 10,62%              |
| Délégués des communes de 9 000 à 29 999 habitants                                             |                        |                       |                       |          |                     |
| - communes de < 10 000 habitants                                                              | 29                     | 29                    | 0                     | 0        | 0,00%               |
| - communes de < 20 000 habitants                                                              | 33                     | 33                    | 2                     | 66       | 6,67%               |
| - communes de < 30 000 habitants                                                              | 35                     | 35                    | 0                     | 0        | 0,00%               |
| Délégués des communes de 30 000 habitants et plus                                             |                        |                       |                       |          |                     |
| - Limoges (137 758 hab.)                                                                      | 55                     | 189                   | 1                     | 189      | 19,11%              |
| Délégués des communes bénéficiant des dispositions particulières pour les communes fusionnées |                        |                       |                       |          |                     |
| Bussière-Galant, Saint-Sornin-Leulac, Marval                                                  |                        |                       | 3                     | 10       | 1,01%               |
| Délégués des communes                                                                         | Délégués des communes  | Délégués des communes | Délégués des communes | 922      | 93,23%              |
| Conseillers généraux                                                                          | Conseillers généraux   | Conseillers généraux  | Conseillers généraux  | 42       | 4,25%               |
| Conseillers régionaux                                                                         | Conseillers régionaux  | Conseillers régionaux | Conseillers régionaux | 20       | 2,02%               |
| Députés                                                                                       | Députés                | Députés               | Députés               | 3        | 0,30%               |
| Sénateurs                                                                                     | Sénateurs              | Sénateurs             | Sénateurs             | 2        | 0,20%               |
| Total                                                                                         | Total                  | Total                 | Total                 | 989      | 100,00%             |

1. ↑  Dans les communes de moins de 9 000 le conseil municipal élit en son sein des délégués dont le nombre dépend de la taille de la commune.
2. ↑  Dans les communes de 9 000 à 29 999 habitants, tous les conseillers municipaux sont délégués. Il n'y a pas de délégués supplémentaires
3. ↑  Dans les communes de plus de 30 000 habitants, tous les conseillers municipaux sont délégués et, en complément, le conseil municipal désigne des délégués supplémentaires à raison de 1 par tranche de 800 habitants au-delà de 30 000 habitants
4. ↑  « Dans le cas où le conseil municipal est constitué par application des articles L. 2113-6 et L. 2113-7 du code général des collectivités territoriales relatif aux fusions de communes dans leur rédaction antérieure à la loi no 2010-1563 du 16 décembre 2010 de réforme des collectivités territoriales, le nombre de délégués est égal à celui auquel les anciennes communes auraient eu droit avant la fusion. » (Code électoral, article L284)

## Présentation des candidats
Les nouveaux représentants sont élus pour une législature de 6 ans au suffrage universel indirect par les grands électeurs du département. Dans la Haute-Vienne, les deux sénateurs sont élus au scrutin majoritaire à deux tours. Ils sont 9 candidats dans le département, chacun avec un suppléant.
| N°  | Candidats | Candidats                    | Parti | Principales fonctions                     |
| --- | --------- | ---------------------------- | ----- | ----------------------------------------- |
| T01 |           | Vincent Gérard               | FN    | Conseiller municipal de Limoges           |
| S01 |           | Christine Marty              | FN    | Conseiller municipal de Limoges           |
| T02 |           | Marie-Françoise Pérol-Dumont | PS    | Présidente du conseil général             |
| S02 |           | Christian Redon-Sarrazy      | PS    | Maire de Meuzac                           |
| T03 |           | Laurent Lafaye               | PS    | Conseiller général                        |
| S03 |           | Andréa Brouille              | PS    | Maire de Bessines                         |
| T04 |           | Pierre Allard                | ADS   | Conseiller général, maire de Saint-Junien |
| S04 |           | Marie Labat                  | ADS   |                                           |
| T05 |           | Aurélie Laurière             | PCF   |                                           |
| S05 |           | Gilbert Bernard              | PCF   | Conseiller municipal de Limoges           |
| T06 |           | Philippe Germain             | DLR   |                                           |
| S06 |           | Paulette Othily              | DLR   |                                           |
| T07 |           | Jean-Marc Gabouty            | UDI   | Conseiller général, maire de Couzeix      |
| S07 |           | Monique Boulestin            | PRG   |                                           |
| T08 |           | Raymond Archer               | UMP   | Conseiller régional, conseiller général   |
| S08 |           | Évelyne Guilhem              | UMP   |                                           |
| T09 |           | Didier Tescher               | EELV  | Adjoint au maire de Rilhac-Rancon         |
| S09 |           | Colette Teillout             | EELV  |                                           |

## Résultats
| Candidat et parti politique | Candidat et parti politique  | Candidat et parti politique | Premier tour | Premier tour | Second tour | Second tour |
| Candidat et parti politique | Candidat et parti politique  | Candidat et parti politique | Voix         | %            | Voix        | %           |
| --------------------------- | ---------------------------- | --------------------------- | ------------ | ------------ | ----------- | ----------- |
|                             | Marie-Françoise Pérol-Dumont | PS                          | 435          | 44,89        | 450         | 46,11       |
|                             | Laurent Lafaye               | PS                          | 324          | 33,44        | 341         | 34,94       |
|                             | Jean-Marc Gabouty            | UDI                         | 308          | 31,79        | 410         | 42,01       |
|                             | Raymond Archer               | UMP                         | 272          | 28,07        | 248         | 25,41       |
|                             | Pierre Allard                | ADS                         | 260          | 26,83        | 221         | 22,64       |
|                             | Aurélie Laurière             | PCF                         | 127          | 13,11        | 97          | 9,94        |
|                             | Didier Tescher               | EELV                        | 46           | 4,75         |             |             |
|                             | Vincent Gérard               | FN                          | 30           | 3,10         | 24          | 2,46        |
|                             | Philippe Germain             | DLR                         | 21           | 2,17         | 10          | 1,02        |
|                             |                              |                             |              |              |             |             |
| Inscrits                    | Inscrits                     | Inscrits                    | 989          | 100,00       | 989         | 100,00      |
| Abstentions                 | Abstentions                  | Abstentions                 | 6            | 0,61         | 3           | 0,30        |
| Votants                     | Votants                      | Votants                     | 983          | 99,39        | 986         | 99,70       |
| Blancs                      | Blancs                       | Blancs                      | 4            | 0,41         | 5           | 0,51        |
| Nuls                        | Nuls                         | Nuls                        | 10           | 1,02         | 5           | 0,51        |
| Exprimés                    | Exprimés                     | Exprimés                    | 969          | 98,58        | 976         | 98,99       |